# 科尼希夫
48°52′57″N 27°29′34″E / 48.88250°N 27.49278°E
科尼希夫（烏克蘭語：Конищів），是烏克蘭的村落，位於該國西南部文尼察州，由莫希利夫-波季利斯基區負責管轄，始建於1918年，面積2.71平方公里，海拔高度302米，2001年人口908，人口密度每平方公里335.43人。